# Wladimir Nikolajewitsch Bawarin

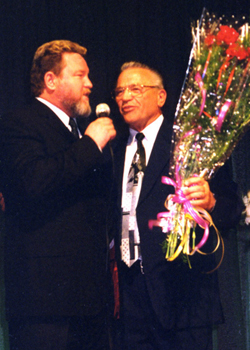
Wladimir Bawarin (rechts) mit Michail Jewdokimow

Wladimir Nikolajewitsch Bawarin (russisch Владимир Николаевич Баварин, * 9. März 1939 in Kuklino, Oblast Kalinin; † 22. Februar 2003 bei Manscherok, Republik Altai) war von 1991 bis 2003 Bürgermeister der Stadt Barnaul.

## Geschichte
Bawarin wurde im kleinen Dorf Kuklino in der Oblast Kalinin geboren. Während des Zweiten Weltkriegs wurde seine Familie aufgrund der vorrückenden deutschen Truppen in die Stadt Barnaul in der Region Altai evakuiert. Dort studierte er Ingenieurwissenschaft an der Staatlichen Technischen Universität Altai und arbeitete anschließend in der Barnauler Motorenfabrik.
1983 trat Bawarin der KPdSU bei, von 1986 an war er Vorsitzender des Ortskomitees Barnaul. Nach dem Zerfall der Sowjetunion trat Bawarin im Jahr 1991 der Partei Einiges Russland bei und wurde Bürgermeister der Stadt Barnaul.
Am 22. Februar 2003 kam Bawarin unter ungeklärten Umständen bei einem Autounfall in der Nähe von Manscherok (Republik Altai) ums Leben.
| Personendaten    | Personendaten                                                 |
| ---------------- | ------------------------------------------------------------- |
| NAME             | Bawarin, Wladimir Nikolajewitsch                              |
| ALTERNATIVNAMEN  | Баварин, Владимир Николаевич (russisch)                       |
| KURZBESCHREIBUNG | russischer Kommunalpolitiker, Bürgermeister der Stadt Barnaul |
| GEBURTSDATUM     | 9. März 1939                                                  |
| GEBURTSORT       | Kuklino, Oblast Kalinin                                       |
| STERBEDATUM      | 22. Februar 2003                                              |
| STERBEORT        | bei Manscherok, Republik Altai                                |